# Epidirona
Epidirona là một chi ốc biển, là động vật thân mềm chân bụng sống ở biển trong họ Turridae.

## Các loài
Các loài thuộc chi Epidirona bao gồm:
- Epidirona beachportensis (Cotton & Godfrey, 1938)[2]
- Epidirona candida Laseron, 1954[3]
- Epidirona carinata Laseron, 1954[4]
- Epidirona costifera Laseron, 1954[5]
- Epidirona flindersi (Cotton & Godfrey, 1938)[6]
- Epidirona hedleyi Iredale, 1931[7]
- Epidirona molleri Laseron, 1954[8]
- Epidirona multiseriata (Smith E. A., 1877)[9]
- Epidirona nodulosa Laseron, 1954[10]
- Epidirona perksi (Verco, 1896)[11]
- Epidirona philipineri (Tenison-Woods, 1877)[12]
- Epidirona quoyi (Desmoulins, 1842)[13]
- Epidirona schoutanica (tháng 5 năm 1911)[14]
- Epidirona torquata (Hedley, 1922)[15]
- Epidirona tuberculata Laseron, 1954[16]
- Epidirona xanthophaes (Watson, 1886)[17]